# José Antonio Eguiguren
José Antonio Eguiguren nació en Loja en 1867. sus padres fueron: José Eguiguren y Valvina Eguiguren. Sus estudios primarios los realizó en la ciudad de Loja, los secundarios en el Colegio de los Hermanos Diocesanos en Quito. 
Como sacerdote regresó a su ciudad de Loja, fue nombrado Canónigo del Cabildo Diocesano en Loja, organismo que ya funcionaba por la aprobación del Papa mediante una bula. Fundador de fundar la escuela "La Sallista" en la ciudad de Loja. su humildad, clemencia y vigilancia de Monseñor Eguiguren, no solo fue evidente como máxima autoridad del Episcopado sino que se reflejó en el ámbito educativo.
Por su gran desempeño en atención a sus méritos fue nombrado II Obispo de Loja en 1905; con ello reemplazaba a Monseñor José Macías Vidiella. En este cargo, se mostró como un varón humilde, clemente y guía vigilantísmo de la Iglesia. En el tiempo de su episcopado, Monseñor Eguiguren, también se preocupó por la educación de la niñez y juventud; tal es así que contrató a los Hermanos de las Escuelas Cristianas de La Salle, para que abrieran una institución en Loja e impartieran sus conocimientos.
Especial devoción tenía a la Virgen de El Cisne y al Sagrado Corazón de Jesús. Como muestra de afecto y para recordación; un monumento se levantó en el interior de la Iglesia Catedral, junto al presbiterio. Su fallecimiento se produjo por una grave enfermedad, el 18 de diciembre de 1910, a los 43 años de edad y luego de hacer estado 5 años en el Episcopado.